# Eefje Muskens
Eefje Muskens (Goirle, 17 giugno 1989) è una giocatrice di badminton olandese.

## Palmarès

### Europei
- 2 medaglie:
  - 1 argento (La Roche-sur-Yon 2016 nel doppio)
  - 1 bronzo (Kazan 2014 nel doppio)

### Europei a squadre
- 1 medaglia:
  - 1 argento (Almere 2008)